# Глазков, Игорь Алексеевич
Игорь Алексеевич Глазков (род. 19 марта 1999 года) — российский боец смешанных единоборств, представитель полутяжёлой весовой категории. Выступает на профессиональном уровне с 2019 года. Чемпион мира по ММА (2018), чемпион Европы по ММА (2019), серебряный призёр чемпионата России по ММА (2019). Мастер спорта России международного класса по смешанным боевым единоборствам (ММА). 

## Спортивные достижения

### Смешанные единоборства
- Чемпионат мира по ММА (Манама 2018[2]) —
- Чемпионат Европы по ММА (Рим 2019[3]) —
- Чемпионат России по ММА (Москва 2019[4]) —

## Статистика ММА
| Боёв 8          | Побед 8 | Поражений 0 |
| --------------- | ------- | ----------- |
| Нокаутом        | 3       | 0           |
| Сдачей          | 2       | 0           |
| Решением        | 3       | 0           |
| Ничьи           | 0       | 0           |
| Не состоявшихся | 0       | 0           |

| Результат | Рекорд | Соперник                    | Способ                       | Турнир                                           | Дата            | Раунд | Время | Место                   | Примечание         |
| --------- | ------ | --------------------------- | ---------------------------- | ------------------------------------------------ | --------------- | ----- | ----- | ----------------------- | ------------------ |
| Победа    | 8-0    | Паулин Бегаи (3-1)          | Решением (единогласным)      | Ares FC 8 — Ares Fighting Championship 8         | 2 сентября 2022 | 3     | 5:00  | Париж, Франция          |                    |
| Победа    | 7-0    | Айбек Кобенов (1-1)         | Техническим нокаутом (удары) | Open FC 17                                       | 5 февраля 2022  | 1     | 2:00  | Барнаул, Алтайский край |                    |
| Победа    | 6-0    | Иван Бухтояров (4-11)       | Техническим нокаутом (удары) | HOF — Hall of Fame: Alexander Nevsky Cup         | 18 декабря 2021 | 1     | 2:27  | Новосибирск, Россия     |                    |
| Победа    | 5-0    | Дмитрий Тебекин (12-7)      | Решением (единогласным)      | Open FC 9: Маслов — Морейра                      | 27 августа 2021 | 3     | 5:00  | Екатеринбург, Россия    | Дебют в Open FC    |
| Победа    | 4-0    | Сергей Барышев (2-3)        | Сабмишном (залом шеи)        | Krasnoyarsk MMA Federation Battle of the Yenisei | 14 мая 2021     | 1     | 0:37  | Красноярск, Россия      |                    |
| Победа    | 3-0    | Фабио Сесар Маронхиу (3-10) | Решением (единогласным)      | RCC Intro 10                                     | 21 ноября 2020  | 2     | 5:00  | Екатеринбург, Россия    |                    |
| Победа    | 2-0    | Вадим Ролич (0-0)           | Сабмишном (удушение сзади)   | RCC Road to the PFL                              | 22 февраля 2020 | 2     | 4:25  | Екатеринбург, Россия    | Дебют в RCC        |
| Победа    | 1-0    | Андрей Шахов (0-0)          | Техническим нокаутом ()      | Double-Head Eagle Grand Prix                     | 21 декабря 2019 | 1     | 1:55  | Санкт-Петербург, Россия | Дебют в проф. ММА. |